# Clavin
Clavin je doplněk stravy ke zkvalitnění erekce od české společnosti Simply You Pharmaceuticals a.s. Je známý především z reklam s rohatým ďáblem, často obklopeným spoře oděnými ženam.
V roce 2014, během Mistrovství světa v ledním hokeji, Česká televize stáhla reklamy na Clavin kvůli stížnostem diváků. Na základě těchto událostí o dva roky později Poslanecká sněmovna schválila návrh lidoveckého poslance Petra Kudely vykázat reklamy na Clavin a podobné preparáty na dobu po 22. hodině. Televizní stanice Nova a Prima dostaly v roce 2019 upozornění od Rady pro rozhlasové a televizní vysílání za porušení zákona.
Ďábel z Clavinu si zahrál ve filmu Celebrity s.r.o. z roku 2015.
Dle údajů o složení obsahuje např. L-arginin, L-citrulin, extrakt z kotvičníku zemního a šafránu setého, zinek a selen.